# Liliane Nystroem
Liliane Nystroem-Malmborg  född  8 maj 1924 i Paris, död 1987, var en svensk konstnär och målare. 
Föräldrarna var tonsättaren Gösta Nystroem och skulptören Gladys Nystroem. Hon var under en period gift med konstnären Arne Malmborg men skilde sig 1956.
Nystroem studerade konst vid Slöjdföreningens skola i Göteborg 1941-1942  samt för Nils Nilsson vid Valands målarskola 1944-1946. Hon deltog i ett flertal samlingsutställningar bland annat i gruppen ’’Unga Göteborgare’’. Som kompositör skrev hon bland annat musikstycket Tango som hörs i Göran Genteles film Leva på "Hoppet" från 1951.